# Валі-Аср (вулиця)
Валі-Аср (перс. خیابان ولی‌عصر‎‎) — найголовніша і найдовша вулиця в Ірані (Тегеран) і на всьому Близькому Сході. Закладена в перші роки правління Рези Шаха Пахлаві — в 1922 році. Загальна протяжність — майже 18 кілометрів. Валі-Аср перетинає столицю Ірану з півночі на південь. Уздовж вулиці Валі-Аср розташовані найдорожчі торгові центри в Тегерані, а також клуби, парки та інші місця відпочинку.
Бере свій початок від площі «Тайріш» і закінчується площею «Привокзальна», яка знаходиться поруч з Тегеранським залізничним вокзалом.

## Історія
Завдяки розвитку Тегерана ще у 1870 році на місці сучасної вулиці виникнув проспект, який став одним із центральних у місті і країні. Рішення про його розширення та добудову було прийнято у 1922 році Резою Шахом Пахлаві, який на той час був військовим міністром Ірану (пізніше шахом Ірану). Довжина вулиці збільшується на 1,5 км на північ. Вулиця отримує неофіційну назву Пахлаві. Відбувається міграція елітних сімей з півдня Тегерана на північ.
У 1950-х роках під час правління Мохаммеда Реза Пахлаві, сина Резі Шаха Пахлаві, вулиця ще більш простирається на північ, довжина збільшується.
У 1970-х роках урбанізація сприяє розширенню столиці: села Ванак і Шемірани інтегруються до Тегерана. Вулиця стає найголовнішою торговою: виникають мережі магазинів, ресторани, нічні клуби.
Після революції 1979 року вулиця змінила назву і була перейменована на честь Мохаммеда Мосаддика. Через два роки колишню назву повернули.

## Локація
| з півночі на південь                                                       | з півночі на південь | з півночі на південь |
| -------------------------------------------------------------------------- | -------------------- | -------------------- |
| Вулиці Шандарі та Фана-Хосро                                               | Площа «Тайріш»       |                      |
| Музей кіно                                                                 |                      |                      |
| Вулиця Фаллахі                                                             |                      |                      |
| Вулиця Песяні                                                              |                      |                      |
| Вулиця Янголів                                                             |                      |                      |
| Шосе «Шамран» і «Модарес»                                                  |                      |                      |
| Вулиця Жаміма                                                              |                      |                      |
| Парк «Меллат»                                                              |                      |                      |
| Вулиця Есфандіяра і шосе «Ніаєш»                                           |                      |                      |
| Лікарня «Валі-Аср»                                                         |                      |                      |
| Бульвар Мірдамада                                                          |                      |                      |
| Шосе «Хаккані», Вулиця Ванкуверська, Вулиця Мулла Садри, Вулия Бразильська | Площа «Ванкуверська» |                      |
| Шосе «Хеммат»                                                              |                      |                      |
| Вулиця Абаспура                                                            |                      |                      |
| Парк «Сайє»                                                                |                      |                      |
| Вулиця Бехешті                                                             |                      |                      |
| Вулиця Мотахарі                                                            |                      |                      |
| Вулиця Асадабаді                                                           |                      |                      |
| Вулиця Фатемі                                                              |                      |                      |
| Вулиця Зороастра                                                           |                      |                      |
| Проспект Харіма Хан Занді і Бульвар Кешаварзлі                             | Площа «Валі-Аср»     |                      |
| Станція метро «Площа Валі-Аср»                                             |                      |                      |
| Вулиця Талежані                                                            |                      |                      |
| Іранська академія мистецтв                                                 |                      |                      |
| Тегеранський технологічний університет                                     |                      |                      |
| Вулиця Революційна                                                         |                      |                      |
| Студентський парк                                                          |                      |                      |
| Міський театр                                                              |                      |                      |
| Станція метро «Перехрестя»                                                 |                      |                      |
| Вулиці Лабафінеяда, Нофль-ле-Шато                                          |                      |                      |
| Вулиця Республіканська                                                     |                      |                      |
| Вулиця Пастора                                                             |                      |                      |
| Вулиця Хомейні                                                             |                      |                      |
| Вулиці Мояджері та Абу                                                     | Площа «Моніріх»      |                      |
| Станція метро «Моніріх»                                                    |                      |                      |
| Вулиця Казвіна                                                             |                      |                      |
| Вулиця Румі                                                                |                      |                      |
| Вулиця Мохтарі                                                             |                      |                      |
| Підземні залізничні станції                                                |                      |                      |
| Вулиці Шуша і Каргара                                                      | Привокзальна площа   |                      |
| Тегеранський залізничний вокзал                                            |                      |                      |
| з півдня на північ                                                         |                      |                      |

## Галерея

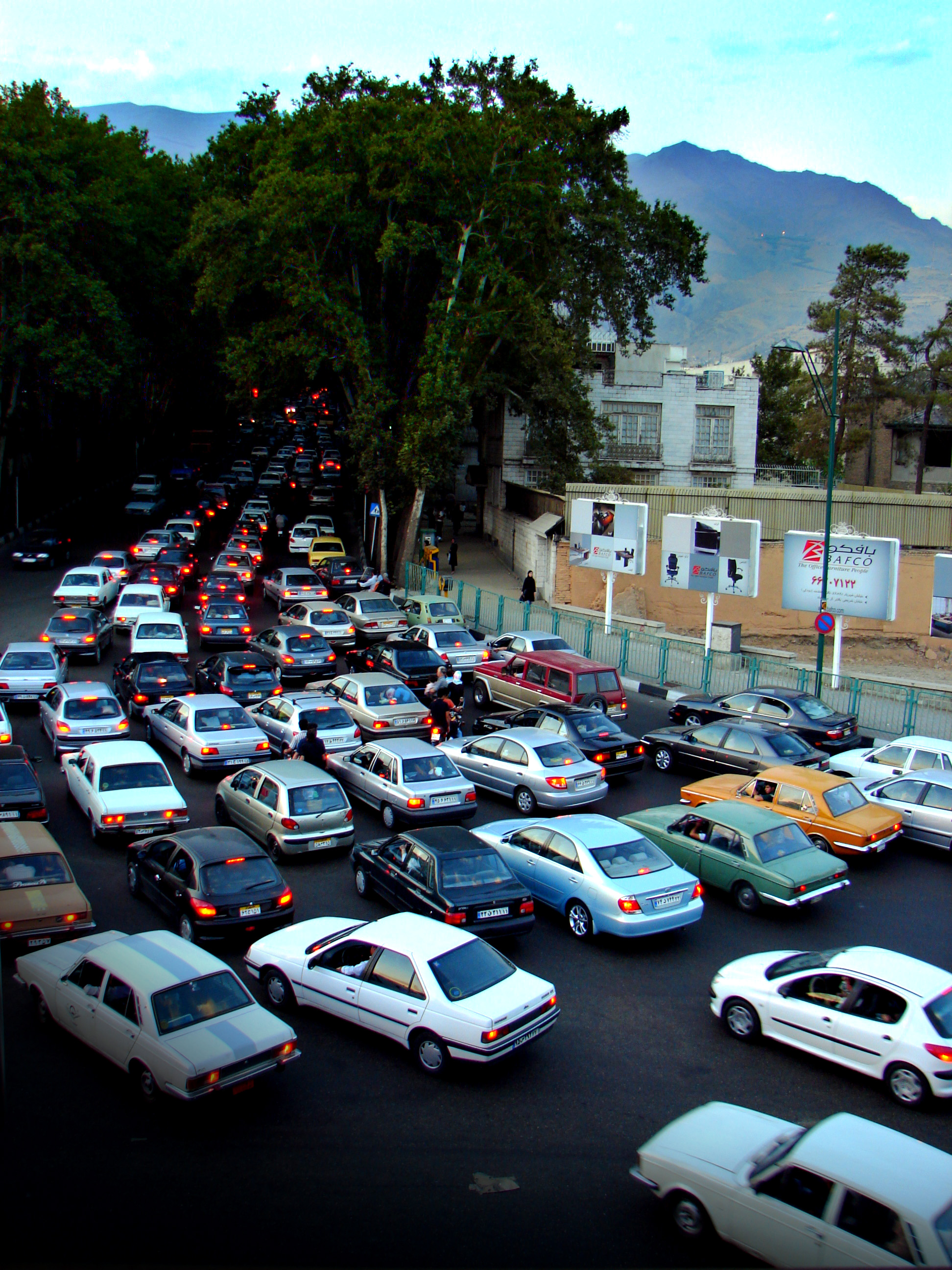
Рух транспорту вулицею
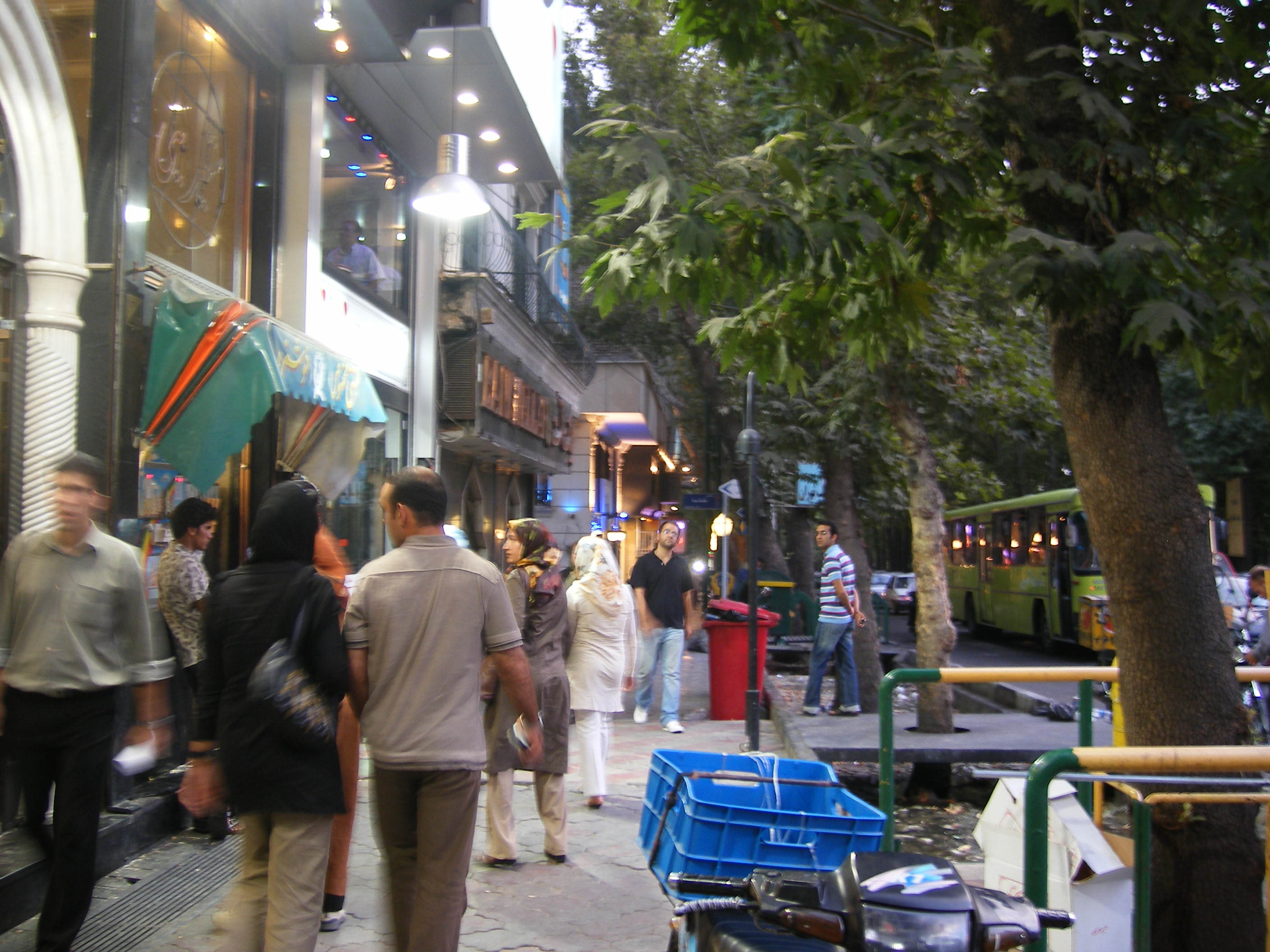
Пішоходна частина вулиці
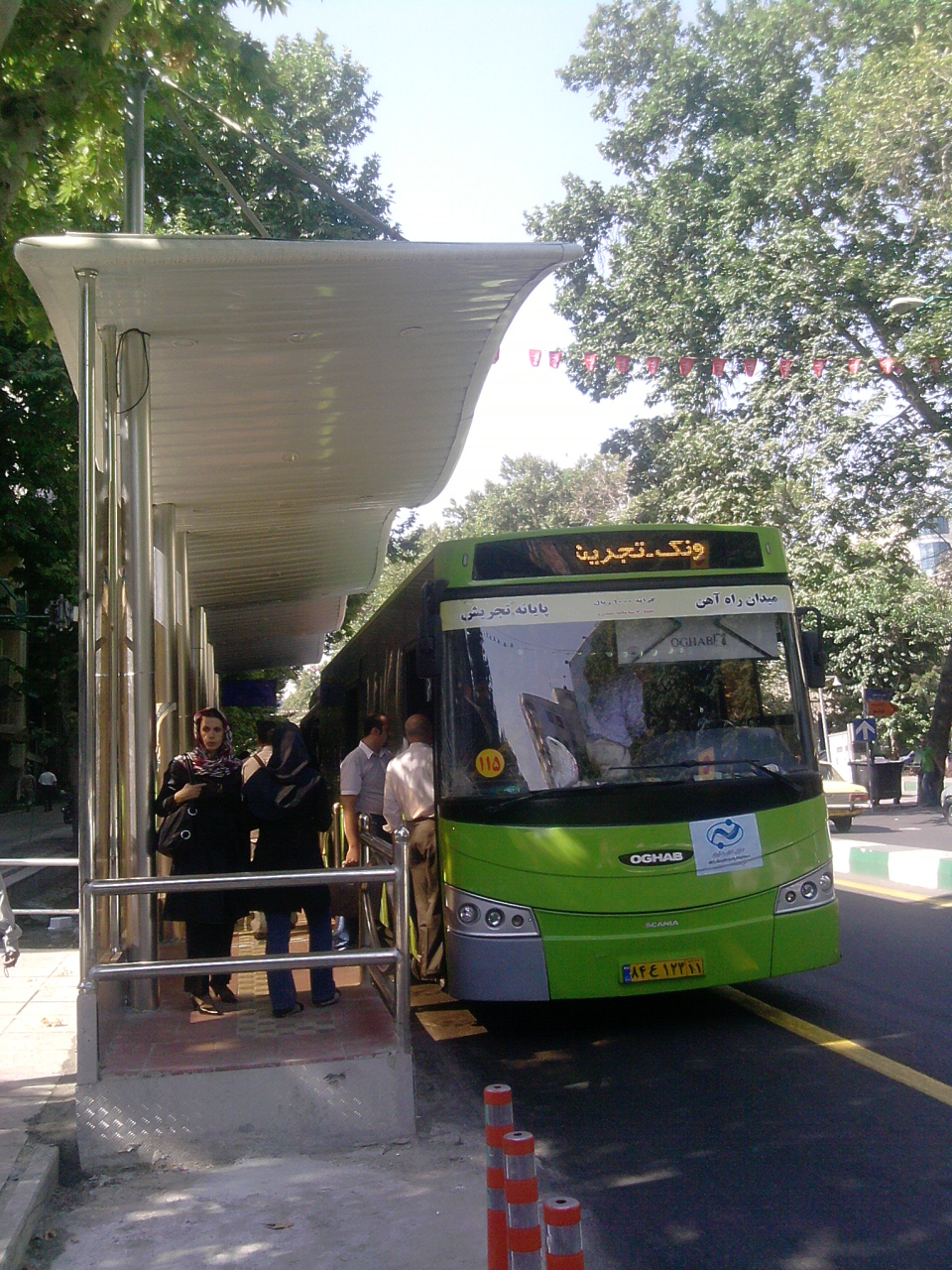
Зупинка громадського транспорту
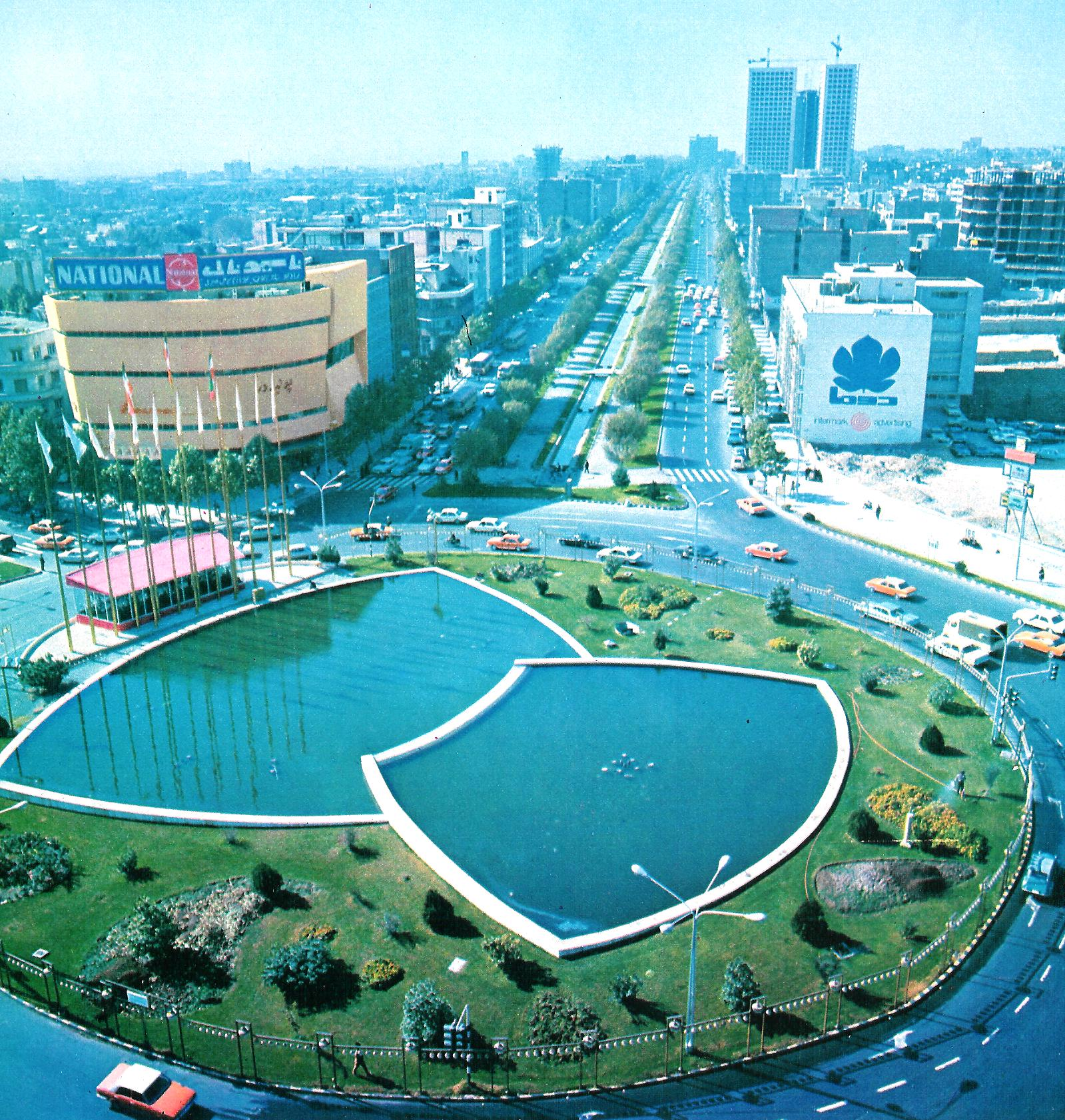
Однойменна площа
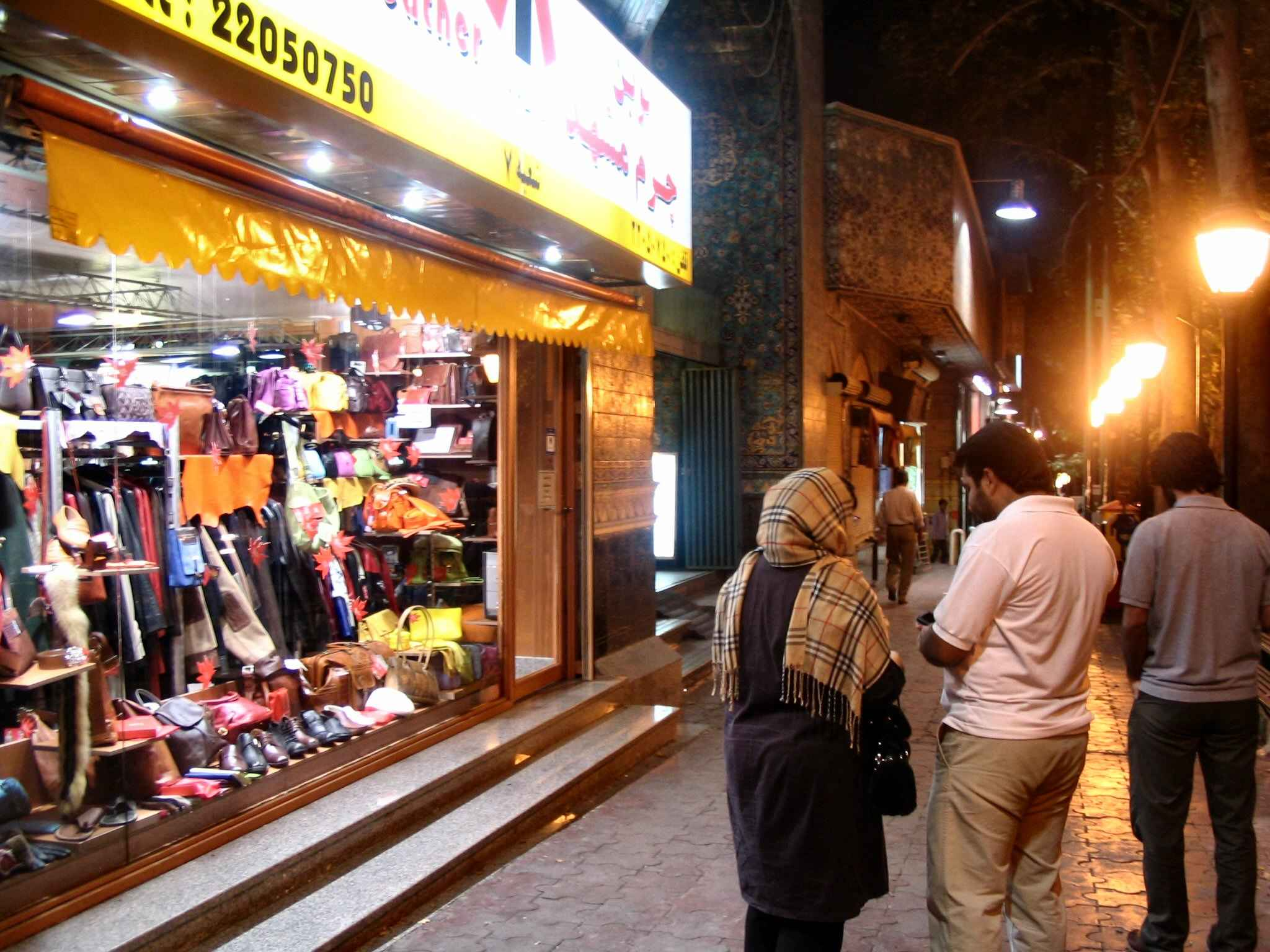
Магазини уздовж вулиці